# Фудбалска репрезентација Сејшела
Фудбалска репрезентација Сејшела (енгл. Seychelles national football team; фр. Équipe des Seychelles de football) национални је фудбалски тим који на међународној фудбалској сцени представља афричку државу Сејшеле. Делује под ингеренцијом Фудбалског савеза Сејшела који је основан 1980, а у пуноправном чланству ФИФА и КАФ је од 1986. године. 
Репрезентација је позната под надимком The Pirates (Пирати), националне боје су црвена и бела, а своје домаће утакмице тим игра на националном стадиону Лините у Викторији капацитета око 16.000 места. ФИФА кôд земље је SEY. Најбољи пласман на ФИФа ранг листи репрезентација Сејшела остварила је у октобру 2006. када је заузимала 129. место, док су најлошији пласман имали у јулу 2013. када су заузимали 200. место.
Репрезентација Сејшела се у досадашњој историји никада није пласирала на неко од светских првенстава или континенталних шампионата.

## Резултати на светским првенствима
| ФИФА светско првенство | ФИФА светско првенство | ФИФА светско првенство | ФИФА светско првенство | ФИФА светско првенство | ФИФА светско првенство | ФИФА светско првенство | ФИФА светско првенство | ФИФА светско првенство |                  | Квалификације за светска првенства | Квалификације за светска првенства | Квалификације за светска првенства | Квалификације за светска првенства | Квалификације за светска првенства | Квалификације за светска првенства |
| Година                 | Коло                   | Пласман                | Ут                     | П                      | Н                      | И                      | Гол+                   | Гол-                   | Ут               | П                                  | Н                                  | И                                  | Гол+                               | Гол-                               |                                    |
| ---------------------- | ---------------------- | ---------------------- | ---------------------- | ---------------------- | ---------------------- | ---------------------- | ---------------------- | ---------------------- | ---------------- | ---------------------------------- | ---------------------------------- | ---------------------------------- | ---------------------------------- | ---------------------------------- | ---------------------------------- |
| 1930−1998.             | Нису учествовали       | Нису учествовали       | Нису учествовали       | Нису учествовали       | Нису учествовали       | Нису учествовали       | Нису учествовали       | Нису учествовали       | Нису учествовали | Нису учествовали                   | Нису учествовали                   | Нису учествовали                   | Нису учествовали                   | Нису учествовали                   |                                    |
| 2002.                  | Нису се квалификовали  | Нису се квалификовали  | Нису се квалификовали  | Нису се квалификовали  | Нису се квалификовали  | Нису се квалификовали  | Нису се квалификовали  | Нису се квалификовали  | 2                | 0                                  | 1                                  | 1                                  | 1                                  | 4                                  |                                    |
| 2006.                  | Нису се квалификовали  | Нису се квалификовали  | Нису се квалификовали  | Нису се квалификовали  | Нису се квалификовали  | Нису се квалификовали  | Нису се квалификовали  | Нису се квалификовали  | 2                | 0                                  | 1                                  | 1                                  | 1                                  | 5                                  |                                    |
| 2010.                  | Нису се квалификовали  | Нису се квалификовали  | Нису се квалификовали  | Нису се квалификовали  | Нису се квалификовали  | Нису се квалификовали  | Нису се квалификовали  | Нису се квалификовали  | 6                | 0                                  | 0                                  | 6                                  | 4                                  | 17                                 |                                    |
| 2014.                  | Нису се квалификовали  | Нису се квалификовали  | Нису се квалификовали  | Нису се квалификовали  | Нису се квалификовали  | Нису се квалификовали  | Нису се квалификовали  | Нису се квалификовали  | 2                | 0                                  | 0                                  | 2                                  | 0                                  | 7                                  |                                    |
| 2018.                  | Нису се квалификовали  | Нису се квалификовали  | Нису се квалификовали  | Нису се квалификовали  | Нису се квалификовали  | Нису се квалификовали  | Нису се квалификовали  | Нису се квалификовали  | 2                | 0                                  | 0                                  | 2                                  | 0                                  | 3                                  |                                    |
| 2022.                  | Биће одлучено          | Биће одлучено          | Биће одлучено          | Биће одлучено          | Биће одлучено          | Биће одлучено          | Биће одлучено          | Биће одлучено          | Биће одлучено    | Биће одлучено                      | Биће одлучено                      | Биће одлучено                      | Биће одлучено                      | Биће одлучено                      |                                    |
| 2026.                  | Биће одлучено          | Биће одлучено          | Биће одлучено          | Биће одлучено          | Биће одлучено          | Биће одлучено          | Биће одлучено          | Биће одлучено          | Биће одлучено    | Биће одлучено                      | Биће одлучено                      | Биће одлучено                      | Биће одлучено                      | Биће одлучено                      |                                    |
| Укупно                 |                        | 0/21                   |                        |                        |                        |                        |                        |                        | 14               | 0                                  | 2                                  | 12                                 | 6                                  | 36                                 |                                    |

## Афрички куп нација
| Успеси на Афричком купу нација | Успеси на Афричком купу нација | Успеси на Афричком купу нација | Успеси на Афричком купу нација | Успеси на Афричком купу нација | Успеси на Афричком купу нација | Успеси на Афричком купу нација | Успеси на Афричком купу нација | Успеси на Афричком купу нација |
| Година                         | Коло                           | Пласман                        | Ут                             | П                              | Н                              | И                              | Гол+                           | Гол-                           |
| ------------------------------ | ------------------------------ | ------------------------------ | ------------------------------ | ------------------------------ | ------------------------------ | ------------------------------ | ------------------------------ | ------------------------------ |
| 1957−1988.                     | Нису учествовали               | Нису учествовали               | Нису учествовали               | Нису учествовали               | Нису учествовали               | Нису учествовали               | Нису учествовали               | Нису учествовали               |
| 1990.                          | Нису се квалификовали          | Нису се квалификовали          | Нису се квалификовали          | Нису се квалификовали          | Нису се квалификовали          | Нису се квалификовали          | Нису се квалификовали          | Нису се квалификовали          |
| 1992.                          | Нису наступали                 | Нису наступали                 | Нису наступали                 | Нису наступали                 | Нису наступали                 | Нису наступали                 | Нису наступали                 | Нису наступали                 |
| 1994.                          | Нису наступали                 | Нису наступали                 | Нису наступали                 | Нису наступали                 | Нису наступали                 | Нису наступали                 | Нису наступали                 | Нису наступали                 |
| 1996.                          | Нису наступали                 | Нису наступали                 | Нису наступали                 | Нису наступали                 | Нису наступали                 | Нису наступали                 | Нису наступали                 | Нису наступали                 |
| 1998.                          | Нису се квалификовали          | Нису се квалификовали          | Нису се квалификовали          | Нису се квалификовали          | Нису се квалификовали          | Нису се квалификовали          | Нису се квалификовали          | Нису се квалификовали          |
| 2000.                          | Нису наступали                 | Нису наступали                 | Нису наступали                 | Нису наступали                 | Нису наступали                 | Нису наступали                 | Нису наступали                 | Нису наступали                 |
| 2002.                          | Нису наступали                 | Нису наступали                 | Нису наступали                 | Нису наступали                 | Нису наступали                 | Нису наступали                 | Нису наступали                 | Нису наступали                 |
| 2004.                          | Нису се квалификовали          | Нису се квалификовали          | Нису се квалификовали          | Нису се квалификовали          | Нису се квалификовали          | Нису се квалификовали          | Нису се квалификовали          | Нису се квалификовали          |
| 2006.                          | Нису се квалификовали          | Нису се квалификовали          | Нису се квалификовали          | Нису се квалификовали          | Нису се квалификовали          | Нису се квалификовали          | Нису се квалификовали          | Нису се квалификовали          |
| 2008.                          | Нису се квалификовали          | Нису се квалификовали          | Нису се квалификовали          | Нису се квалификовали          | Нису се квалификовали          | Нису се квалификовали          | Нису се квалификовали          | Нису се квалификовали          |
| 2010.                          | Нису се квалификовали          | Нису се квалификовали          | Нису се квалификовали          | Нису се квалификовали          | Нису се квалификовали          | Нису се квалификовали          | Нису се квалификовали          | Нису се квалификовали          |
| 2012.                          | Нису учествовали               | Нису учествовали               | Нису учествовали               | Нису учествовали               | Нису учествовали               | Нису учествовали               | Нису учествовали               | Нису учествовали               |
| 2013.                          | Нису се квалификовали          | Нису се квалификовали          | Нису се квалификовали          | Нису се квалификовали          | Нису се квалификовали          | Нису се квалификовали          | Нису се квалификовали          | Нису се квалификовали          |
| 2015.                          | Одустали од наступа            | Одустали од наступа            | Одустали од наступа            | Одустали од наступа            | Одустали од наступа            | Одустали од наступа            | Одустали од наступа            | Одустали од наступа            |
| 2017.                          | Нису се квалификовали          | Нису се квалификовали          | Нису се квалификовали          | Нису се квалификовали          | Нису се квалификовали          | Нису се квалификовали          | Нису се квалификовали          | Нису се квалификовали          |
| 2019.                          | Квалификације у току           | Квалификације у току           | Квалификације у току           | Квалификације у току           | Квалификације у току           | Квалификације у току           | Квалификације у току           | Квалификације у току           |
| 2021.                          | Будући догађај                 | Будући догађај                 | Будући догађај                 | Будући догађај                 | Будући догађај                 | Будући догађај                 | Будући догађај                 | Будући догађај                 |
| 2023.                          | Будући догађај                 | Будући догађај                 | Будући догађај                 | Будући догађај                 | Будући догађај                 | Будући догађај                 | Будући догађај                 | Будући догађај                 |
| Укупно                         | —                              | 0/31                           | 0                              | 0                              | 0                              | 0                              | 0                              | 0                              |